# Universele energie
Universele energie is een term uit de new-age-stroming en is bedoeld als vertaling van prana of chi. Vooral healingsystemen gebruiken deze term, die op tal van manieren wordt uitgelegd. Zo zou universele energie volgens gebedsgenezers de energie van God of Jezus zijn. Anderen gebruiken de term als synoniem voor de kosmische energie waaruit alles naar hun mening is opgebouwd. 
De term speelt een centrale rol in veel reiki-systemen, zoals Usui-reiki, Tera Mai-reiki, Teate, Magnified healing, Chios-healing en Shamballa. Sinds 1989 is universele energie ook de naam van een door Luong Minh Dang opgezet healingsysteem.